# Džafer Kulenović
Džafer Kulenović (Niš, 17 febbraio 1891 – Damasco, 3 ottobre 1956) è stato un politico jugoslavo, più volte Ministro del regno di Jugoslavia fu Vicepresidente dello Stato Indipendente di Croazia.

## Biografia

### Gli studi
Džafer Kulenović nacque in Bosnia Erzegovina da una famiglia bosniaca nel villaggio di Rajinovci vicino a Kulen Vakuf, che al tempo faceva parte dell'Impero austro-ungarico. Era figlio di Muhamed-beg Kulenović e di Meleća. Aveva inoltre un fratello maggiore, Osman (1889-1947), politico e avvocato
Kulenović frequentò il ginnasio a Sarajevo e Tuzla, ma appena due mesi prima del diploma nel 1905 fu espulso dalla scuola a causa di uno scontro con studenti serbi, pertanto si trasferì a Mostar dove si diplomò nel 1909.
Nello stesso anno, entrò all'Università di Vienna, dove era attivo nell'organizzazione giovanile del Partito dei Diritti, "Svijest" (La Consapevolezza), di cui divenne presidente, ma per problemi di salute lasciò la capitale austriaca e si trasferì alla facoltà di Giurisprudenza dell'Università di Zagabria dove si laureò nel 1921.
Kulenović fu avvocato a Bihac e Brčko.

### La politica
Nel 1919, con la fondazione del Regno dei Serbi, Croati e Sloveni, Kulenović si unì all'Organizzazione Musulmana Jugoslava (JMO), un partito politico composto da musulmani bosniaci.
Divenne uno dei principali capi del partito e ad ogni elezione fu costantemente eletto deputato all'Assemblea Nazionale  come rappresentante del comune di Brčko.
Quando fu votata la Costituzione di Vidovdan con l'appoggio dell'Organizzazione Musulmana Jugoslava Kulenović si oppose in contrasto col partito e nel 1921, protestò ufficialmente all'Assemblea per il massacro di 200 musulmani nel nord del Montenegro. Quando il partito si divise nella lista centralista (filo-serba) e nella lista autonomista, Kulenović si schierò con quest'ultima.
Nelle elezioni del 1923, gli autonomisti sconfissero la fazione filo-serba. Kulenović fu anche tra coloro che denunciò la politica nazionalista serba sulla Bosnia ed Erzegovina e chiese l'autonomia bosniaca.
Dopo la morte di Mehmed Spaho, presidente dell'YMO, Kulenović il 29 giugno 1939 fu chiamato a sostituirlo a capo dell'organizzazione con l'appoggio di Uzeir Hadžihasanović, che era molto influente tra i musulmani. L'YMO a quel tempo faceva parte della coalizione Unione Radicale Jugoslava (YRU); guidata da Milan Stojadinović. L'appartenenza dell'YMO alla YRU minacciava l'esistenza del partito, e Kulenović cercò di salvarlo il partito, traghettandolo verso la scissione. Durante questa crisi Kulenović dichiarò:
(Džafer Kulenović )
Durante i mandati dei primi ministri Dragiša Cvetković e Dušan Simović, Kulenović fu prima ministro senza portafoglio, poi ministro delle foreste e delle miniere. Dopo la morte di Mehmed Spaho nel 1939, fu eletto presidente del Organizzazione Musulmana Jugoslava. Nel 1939 Kulenović si oppose all'Accordo Cvetković-Maček che portava alla spartizione della Bosnia ed Erzegovina a seguito della creazione della Banovina di Croazia, e soprattutto si oppose anche all'idea che le parti della Bosnia ed Erzegovina, non incluse nella Banovina croata, dovessero essere incluse nelle terre serbe. Durante l'invasione della Jugoslavia nell'aprile 1941, Kulenović non lasciò il paese come la maggior parte dei ministri, ma da Belgrado si trasferì a Užice, poi a Sarajevo e a Brčko, dove viveva la sua famiglia
Dopo il crollo del regno di Jugoslavia nel 1941, l'Organizzazione Musulmana Jugoslava sostenne la nascita dello Stato Indipendente di Croazia di cui Kulenović fu nominato vicepresidente il 7 novembre 1941 succedendo al fratello maggiore Osman. Kulenović mantenne la carica fino alla fine della guerra quando, nel maggio 1945, si ritirò con i membri del governo in Austria, dove fu imprigionato dalle forze militari britanniche. Inviato nel centro di detenzione a Spittal an der Drau il 17 maggio, proprio il giorno dopo che diversi funzionari governativi dell'NDH erano stati rimandati in Jugoslavia e massacrati a Bleiburg dai partigiani titini.

### Gli ultimi anni
Dopo essere stato liberato dalla prigionia, Džafer Kulenović restò in Itala fino al 1948, poi attraverso la Turchia si trasferì in Siria. dove visse fino alla morte avvenuta il 3 ottobre 1956 a Damasco.
Mentre era in Siria, la comunità croata espatriata in Argentina pubblicò una raccolta dei suoi scritti giornalistici. Nel 1950, la comunità musulmana bosniaca di Chicago pubblicò un discorso che aveva scritto dopo la seconda guerra mondiale per il Congresso musulmano di Lahore, in Pakistan. inoltre pubblicò articoli su riviste croate destinate ai rifugiati all'estero
Džafer Kulenović mantenne i contatti con gli esuli croati legati ad Ante Pavelić. e pochi mesi prima di morire fu fondatore del Movimento di liberazione croato in esilio. Suo figlio, Nahid continuò a lavorare in questo movimento, ma fu poi assassinato dall'UDBA a Monaco di Baviera.